# Patinage de vitesse sur piste courte en Corée du Sud

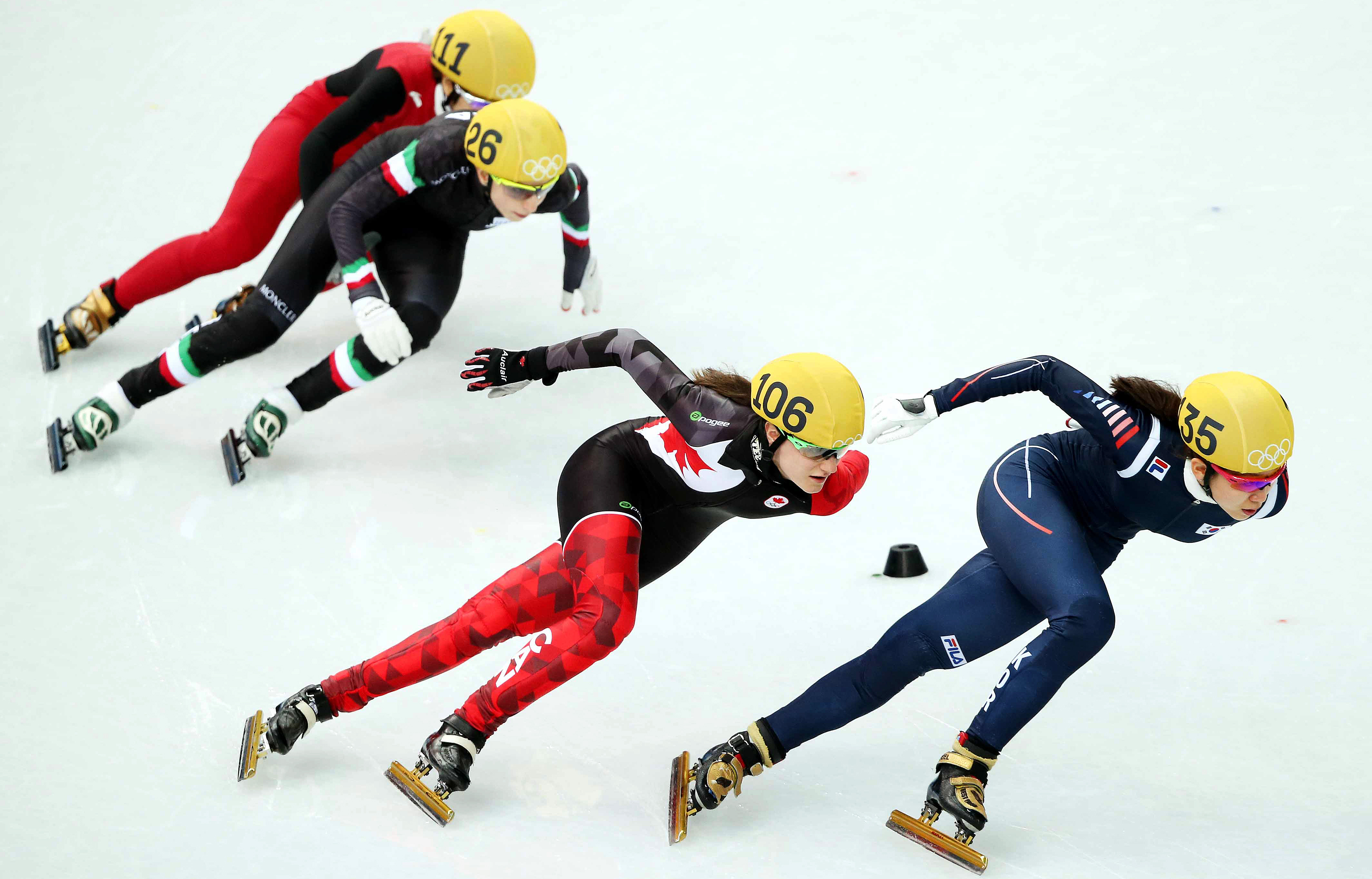
Des patineuses, une sud-coréenne en tête, lors de la finale du relais féminin aux Jeux olympiques d'hiver de 2014.

Le patinage de vitesse sur piste courte (ou short-track) est une discipline sportive très populaire en Corée du Sud. À l'ajout de la discipline au programme des Jeux olympiques en 1992, un vaste programme national est lancé, le sport étant relativement récent et l'infrastructure nécessaire pour le pratiquer restant abordable. Il devient rapidement la principale source de médailles olympiques du pays.
À partir de 2018, l'organisation du sport change cependant en raison de plusieurs scandales de harcèlement, de maltraitance et d'abus sexuels dans l'équipe nationale, menant à une grande enquête nationale et à des années difficiles sur la scène internationale.
Le patinage de vitesse sur piste courte est le sport national de Corée du Sud et rencontre un important succès populaire qui s'exprime parfois par des menaces sur des champions d'autres pays et traduit également les tensions dans les relations entre la Chine et la Corée du Sud.

## Historique

### Essor et règne
Entre les années 1980 et 1990, la Corée du Sud veut gagner des médailles en Jeux olympiques d'hiver et jette son dévolu sur le patinage de vitesse sur piste courte : la discipline, relativement récente, n'a pas de leader historique, et elle n'exige qu'une patinoire plutôt que des infrastructures dédiées,. Le pays ouvre immédiatement des centres d'entraînement et lance un vaste programme de détection et de formation au niveau national.
De l'intégration du patinage de vitesse sur piste courte au programme olympique lors des Jeux olympiques d'hiver de 1992 à 2018, la Corée du Sud obtient 48 médailles sur 168 décernées, dont 24 en or sur 56, ce qui en fait sa meilleure discipline olympique. Plusieurs patineurs qualifiés pour les Jeux olympiques affirment qu'il est plus difficile d'intégrer l'équipe nationale que de remporter une médaille olympique.

### Scandales
En 2018, Shim Suk-hee accuse Cho Jae-beom, l'entraîneur de l'équipe nationale, de l'avoir frappée en entraînement au point de lui causer une commotion cérébrale et de lui avoir cassé plusieurs doigts avec une crosse de hockey. Cho admet avoir frappé ses patineurs, estimant que cela les motive. En septembre 2018, il est condamné à dix mois de prison ferme pour maltraitance sur cinq de ses patineurs, dont Shim, de 2011 à 2018. En 2019, Shim Suk-hee accuse à nouveau Cho, cette fois d'abus sexuels alors qu'elle avait 17 ans,. En 2021, il est condamné à dix ans de prison.
Pendant la saison menant aux Jeux olympiques d'hiver de 2022, Shim Suk-hee elle-même est suspendue de l'équipe nationale pour deux mois pour avoir menacé et harcelé ses propres coéquipières, notamment Choi Min-jeong, pendant les Jeux précédents à domicile à Pyeongchang. Cela s'ajoute à plusieurs blessures dans l'équipe.

### Déclin relatif
Les Jeux olympiques d'hiver de 2022 sont considérés comme la marque du déclin de la Corée du sud en short-track, et les sportifs parlent eux-mêmes de sous-performance, alors même que le pays remporte cinq médailles et prend la première place du tableau des médailles.

## Caractéristiques

### Entraînement
Les méthodes d'entraînement sud-coréennes sont réputées pour leur sévérité, en particulier en patinage de vitesse sur piste courte. Les entraîneurs sud-coréens sont très prisés dans les équipes nationales d'autres pays, notamment les États-Unis.
Elles s'appuient sur le don d'enfant : les parents envoient leurs enfants vivre dès un très jeune âge dans des internats où ils arrêtent rapidement l'école pour s'entraîner à temps plein, ce qui rend par ailleurs la reconversion très difficile si le patineur prend sa retraite sportive avant d'accéder à une certaine notoriété. En raison de leur enrôlement dès l'enfance, les Sud-Coréens sont considérés comme plus disciplinés et obéissants que les autres sportifs de haut niveau, ce qui joue un rôle important dans une discipline où la répétition du même mouvement et des quelques mêmes exercices est essentielle.

### Morphologie des patineurs
La morphologie moyenne des sud-coréens est relativement petite ; cela correspond aux besoins de la discipline, la taille idéale des hommes patineurs étant estimée à entre 1,65 et 1,75 m par certains experts. Les Sud-Coréens estiment également avoir des jambes plus puissantes que leurs voisins, leur permettant des meilleures performances en sprint mais pas sur les efforts plus longs,.

### Rivalité avec la Chine
La Chine est un autre pays leader du patinage de vitesse sur piste courte et la relation entre la Chine et la Corée du Sud est historiquement difficile, surtout après 2016.
Le short-track devient un symptôme des conflits entre la Corée du Sud et de la Chine après les Jeux olympiques d'hiver de 2022, quand une équipe de relais coréenne est disqualifiée pour faute par les arbitres chinois et que les commentateurs sud-coréens estiment que la faute n'a pas eu lieu. Tandis que la fédération sud-coréenne fait appel de la décision, un groupe conservateur brûle des drapeaux chinois devant l'ambassade de Chine. Plusieurs journaux nationaux consacrent leur éditorial à la question, et un journal publie un article composé d'une seule phrase répétée plusieurs fois : « laissez donc l'organisateur chinois prendre toutes les médailles ».
Les candidats de l'élection présidentielle sud-coréenne de 2022 Yoon Suk-yeol et Lee Jae-myung accusent les Chinois de voler les médailles, tandis que l'ambassade chinoise à Séoul fustige le sentiment anti-chinois et les propos de ces personnalités politiques par une réponse sur Facebook, tout en félicitant Hwang Dae-heon d'avoir remporté la première médaille sud-coréenne le même jour. Le Global Times tente d'apaiser la conversation tout en faisant remarquer qu'elle est peut-être aggravée par le fait que les Sud-coréens dépendent militairement des États-Unis.

## Popularité
Le patinage de vitesse sur piste courte est extrêmement populaire dans le pays et aux Jeux olympiques d'hiver de 2018, tenus à Pyeongchang, les épreuves de short-track sont celles avec le public le plus important.

### Menaces
Des supporters sud-coréens sont régulièrement à l'origine de menaces sur des sportifs d'autres pays accusés d'avoir fait tomber ou des juges accusés de disqualifier injustement des patineurs sud-coréens.
C'est le cas aux Jeux olympiques d'hiver de 2002, quand Apolo Ohno devient « le sportif le plus détesté de Corée du Sud » selon un journal national et reçoit des menaces de mort menant au retrait de l'équipe nationale américaine d'une manche de coupe du monde à Séoul l'année suivante. En 2010, pendant les Jeux olympiques, un supporter furieux d'une disqualification par un juge australien menace de faire exploser l'ambassade d'Australie à Séoul et est arrêté. En 2018, Kim Boutin, qui a fait tomber une favorite sud-coréenne, reçoit des menaces de mort et est placée sous protection policière.